# Iwan Jefimowitsch Jefimow
Iwan Jefimowitsch Jefimow (russisch Иван Ефимович Ефимов; * 18. Märzjul. / 29. März 1795greg. im Dorf Jakowlewka, Gouvernement Kursk; † 15. Augustjul. / 27. August 1841greg.) war ein russischer Architekt.

## Leben
Jefimow war der außereheliche Sohn der leibeigenen Bäuerin Anisja Leontjewa und des Suworow-Offiziers  und Grundbesitzers Jefim Grigorjewitsch Saplatin. Als Neunjähriger wurde Jefimow zur Ausbildung in die Kaiserliche Akademie der Künste (IACh) in St. Petersburg aufgenommen., die er 1815 mit der Großen Goldmedaille für das Projekt eines Senatsgebäudes, einem Zeugnis 1. Klasse und einem Degen verließ. Das mit der Großen Goldmedaille verbundene Staatsstipendium für eine Auslandsstudienreise wurde wegen des Sechsten Koalitionskriegs aufgeschoben und schließlich gestrichen.
Ab 1817 arbeitete Jefimow in Moskau bei Agustín de Betancourt im Komitee für Bau- und Hydraulik-Arbeiten. 1819 wurde Jefimow für den Bau eines Gefängnisses nach Nischni Nowgorod geschickt. 1820 wurde er auf Bitten des Gouverneurs Alexander Semjonowitsch Krjukow Architekt des Gouvernements Nischni Nowgorod. Im selben Jahr wurde er für sein Projekt einer Kathedralkirche als Kandidat für die Mitgliedschaft in der IACh anerkannt. 1825 wurde er für sein Projekt einer Universität für 200 Personen als Vollmitglied in die IACh gewählt.
Jefimow erarbeitete zwischen 50 und 200 Projekte pro Jahr. Gleichzeitig beaufsichtigte er den Bau von staatlichen Gebäuden, Kirchen und Privathäusern. Er beteiligte sich an Bauten in St. Petersburg, Kostroma, Jaroslawl und anderen Städten. Er entwickelte einige Mietshaustypen. Auf der Basis von Fassadetypen projektierte er imposante zwei- und dreistöckige Villen mit Portiken mit Säulen oder Pilastern an den Hauptfassaden. Er war an der Errichtung des Minin-Poscharski-Obelisken im Nischni Nowgoroder Kreml 1828 beteiligt. Zusammen mit Pjotr Danilowitsch Gotman entwickelte er ein Programm für den städtebaulichen Umbau Nischni Nowgorods.
Jefimows Bruder Nikolai arbeitete ebenfalls als Architekt in Nischni Nowgorod.

## Werke

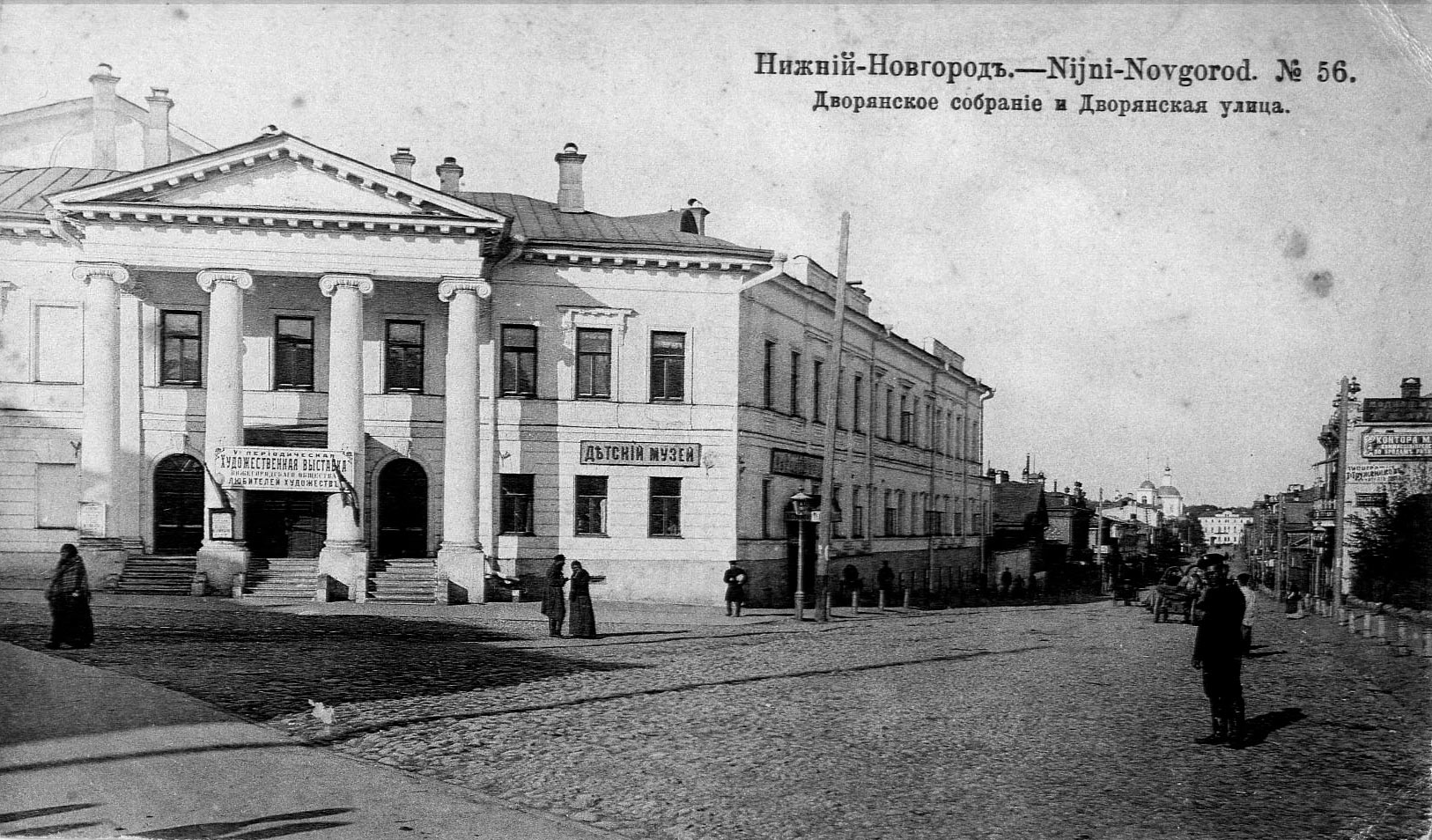
Haus der Adelsversammlung (1822–1826), Nischni Nowgorod
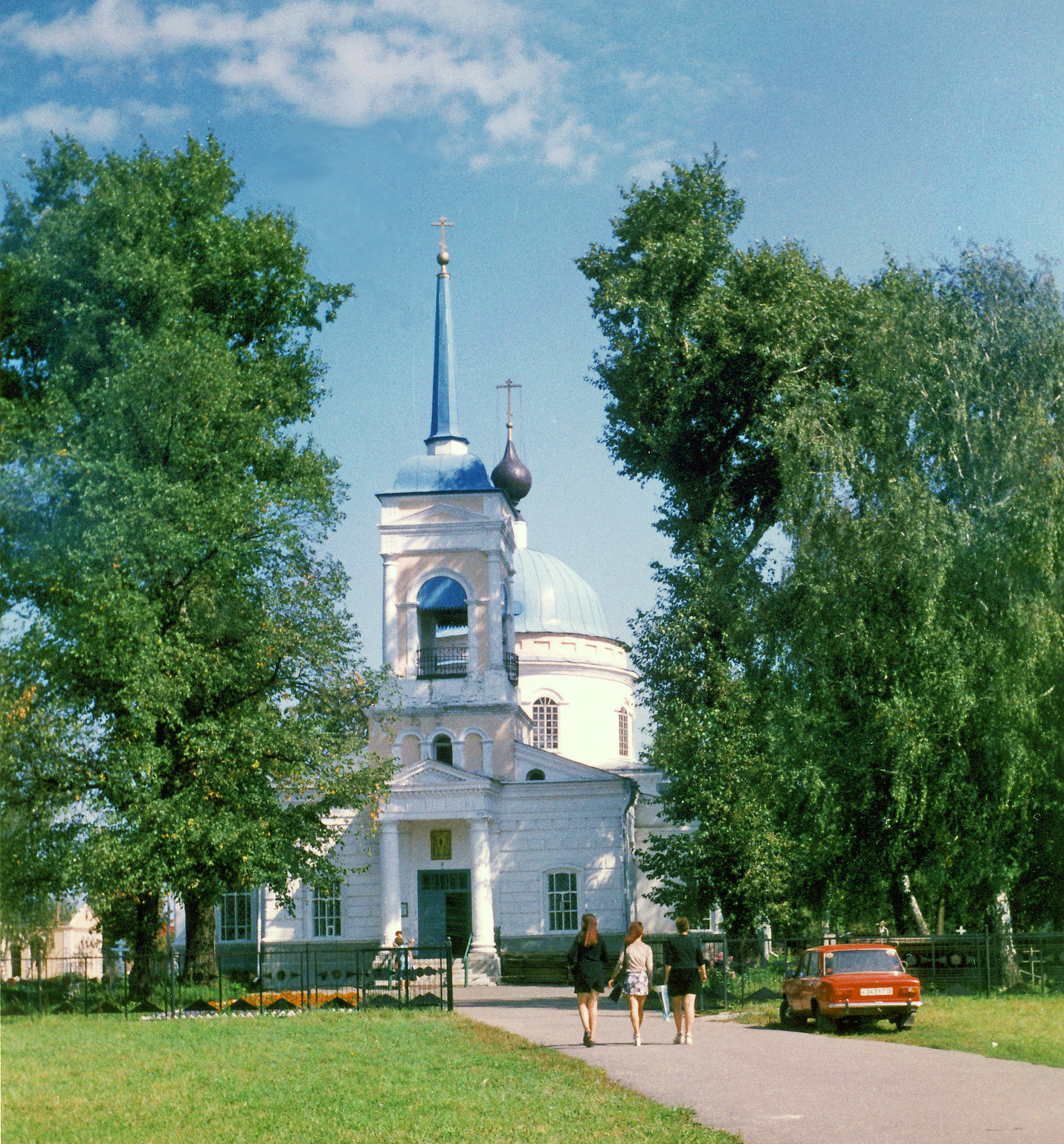
Mariä-Schutz-und-Fürbitte-Kirche (1824), Gorodez
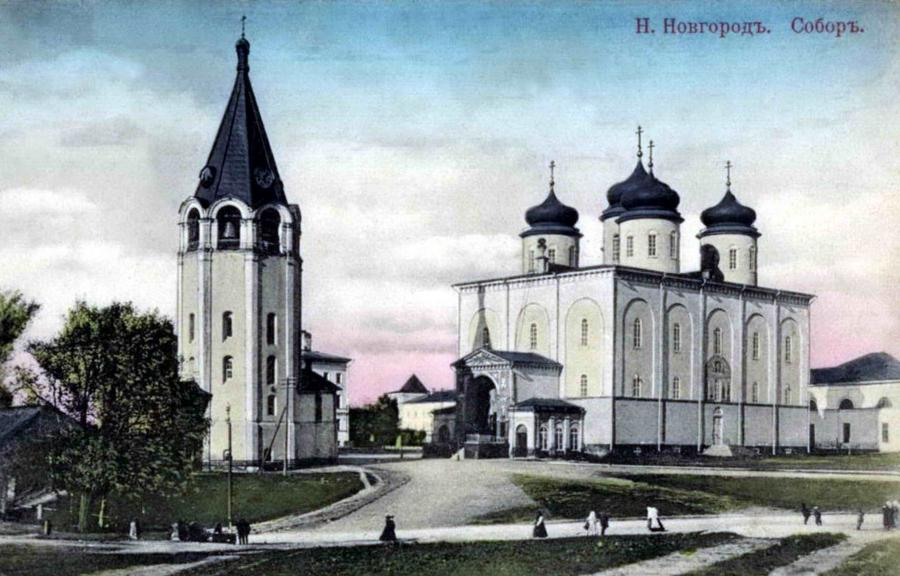
Verklärung-des-Herrn-Kathedrale, Nischni Nowgoroder Kreml (1829–1834)